# Šiprúň

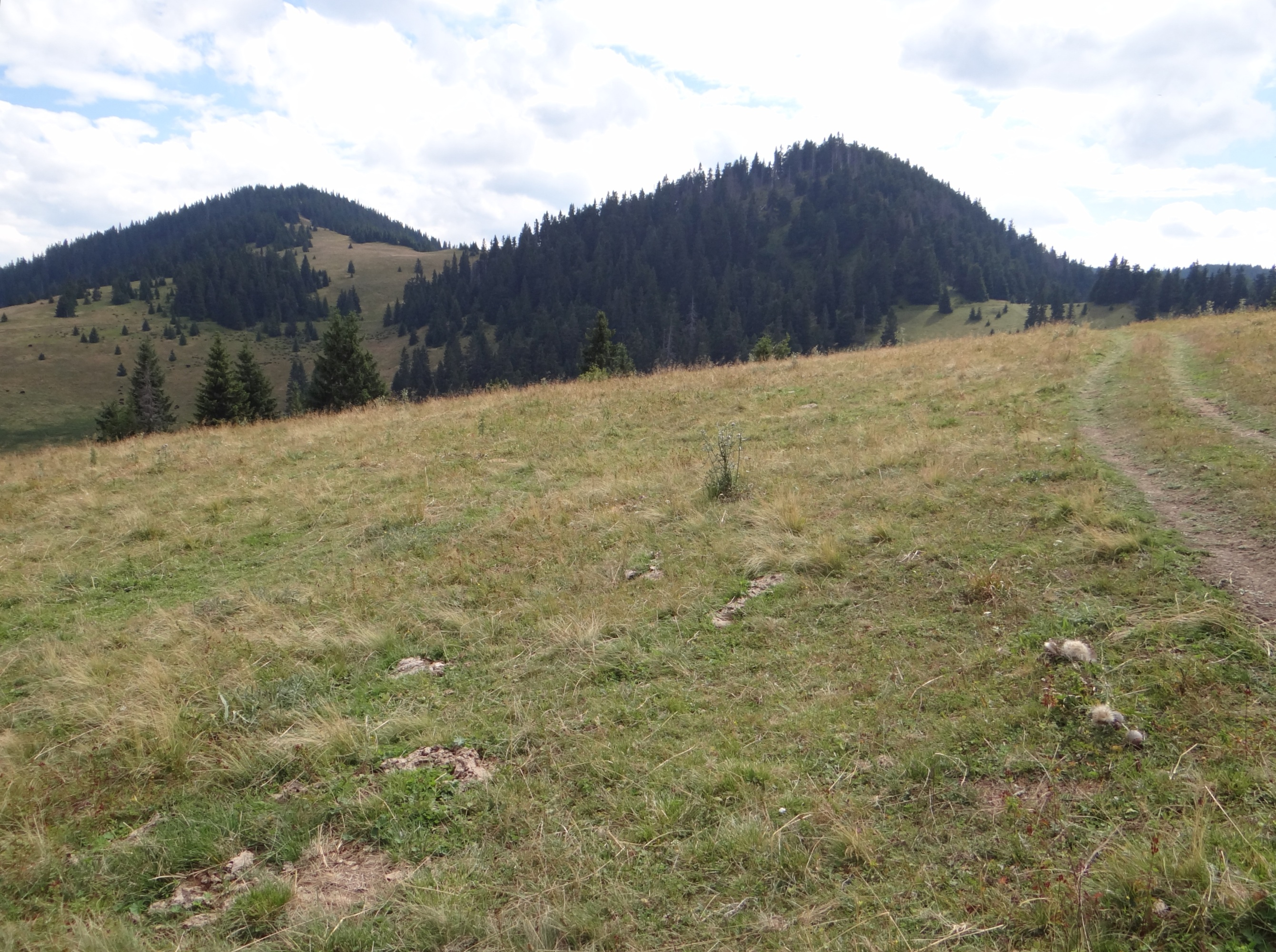
Widok na dwa szczyty Šiprúnia od północy

Šiprúň (1461 m) – wysoki, wybitny szczyt w grupie górskiej Wielkiej Fatry w Karpatach Zachodnich na Słowacji. Znajduje się w otulinie Parku Narodowego Wielka Fatra.

## Położenie
Šiprúň leży w północno-wschodniej części Wielkiej Fatry, we wschodniej, tzw. "liptowskiej" odnodze tej grupy górskiej. Jest szczytem dwuwierzchołkowym: w głównym grzbiecie wymienionej wyżej odnogi (rozdzielającym dolinę Lubochnianki na zachodzie i Rewucy na wschodzie) wznosi się jego niższy (1445 m) wierzchołek, natomiast wierzchołek główny (1461 m) wznosi się nad doliną Rewucy, ok. 750 m na południowy wschód od poprzedniego. Oba wierzchołki rozdziela Vyšné Šiprúnske sedlo (1385 m). Natomiast nazwą Nižné Šiprúnske sedlo (1327 m) określane jest obniżenie głównego grzbietu ”liptowskiej” odnogi Wielkiej Fatry tuż na północ od niższego szczytu, ważne jako węzeł dróg leśnych, a zwłaszcza szlaków turystycznych. Masyw otaczają doliny: Trlenská dolina (od wschodu), Čutkovská dolina (od północy), Čierňavy (od zachodu) i Nižné Matejkovo (od południa).

## Opis szczytu
Górne partie masywu budują masywne wapienie i dolomity środkowego triasu, zaliczane do tzw. serii szypruńskiej. Podłoże tworzą granity, występujące na powierzchnię na południowych stokach masywu w dolinie Nižné Matejkovo. Masyw opada we wszystkich kierunkach dzikimi, dość stromymi stokami, pociętymi licznymi głębokimi żlebami i dolinkami.
Znaczną część stoków w górnej części masywu Šiprúňa, w tym m.in. Vyšné Šiprúnske sedlo, pokrywają górskie łąki. Pomiędzy nimi aż po sam szczyt masywy podchodzą pasma lasu z dominującym świerkiem pospolitym. Na podszczytowych skałkach i upłazkach rosną m.in. skalnica okrągłolistna i skalnica dwuletnia.

## Turystyka
Przez Vyšné Šiprúnske sedlo biegną czerwone znaki szlaku, idącego z doliny Revúcy doliną Nižné Matejkovo do węzła szlaków Nižné Šiprúnske sedlo. Na przełęcz tę można wyjść także kilkoma innymi szlakami. Z samej przełęczy na główny wierzchołek wiedzie krótki szlak łącznikowy. Szczyt oferuje rozległą, prawie dookolną panoramę, obok widoków z Krížnej i Rakytova uznawaną za najładniejszą w całej Wielkiej Fatrze.
  Podsuchá (Rużomberk) – Nižné Matejkovo – Vyšné Šiprúnske sedlo – Šiprúň. Odległość 9 km, suma podejść 971 m, suma zejść 70 m, czas przejścia 3,20 h (z powrotem 2,25 h).
  Vyšné Šiprúnske sedlo – Šiprúň. Odległość 0,8 km, suma podejść 116 m, czas przejścia 25 min (z powrotem 15 min)